# Hatsya
Hatsya är en multipelstjärna bestående av fyra komponenter, i stjärnbilden Orion. Hatsya är den ljusstarkaste stjärnan som bildar asterismen Orions svärd. Den är en blå jätte som har magnitud 2,77 och huvudkomponenten är av spektraltyp O9III.
Hatsya har Bayer-beteckningen Jota Orionis och Flamsteed-beteckningen 44 Orionis. Den är en eruptiv variabel som varierar i ljusstyrka med en period av 8,87 dygn.

## Stjärnans namn
Hatsya eller Hatysa har också det arabiska namnet Na’ir al Saif vilket helt enkelt är beskrivande, "Den ljusa i Svärdet."